# Xanthoparmelia microlobulata
Xanthoparmelia microlobulata är en lavart som beskrevs av Hale. Xanthoparmelia microlobulata ingår i släktet Xanthoparmelia och familjen Parmeliaceae.   Inga underarter finns listade i Catalogue of Life.